# Yngwie Malmsteen
Lars Johan Yngve Lannerbäck (Stockholm, Švedska, 30. lipnja 1963.), poznatiji kao Yngwie Malmsteen, je švedski gitarist i skladatelj. Prepoznatljiv po svojim gitarskim vještinama. Tijekom osamdesetih dobiva mnoga priznanja za tehničku kvalitetu i prepoznatljivi neo-klasični metal stil. Začetnik je modernog stila sviranja gitare poznatog pod imenom shredding. Njegova četiri albuma od 1984. do 1988. godine, Rising Force, Marching Out, Trilogy i Odyssey, nalaze se na popisu Top 100 najprodavanijih albuma svih vremena.

## Životopis
Malmsteen se rodio u glazbenoj porodici u Stockholm. Zanimanje prema glazbi nije pokazivao sve do 18. rujna 1970. godine, kada je kao sedmogodišnjak na televiziji ugledao vijest o smrti Jimia Hendrixa.
Na njegovoj službenoj internet stranici može se pročitati citat "Dan kada je preminuo Jimi Hendrix, rodio se gitarista Yngwie Malmsteen". Smatra da njegovo ime na švedskom jeziku znači mladi Viking, međutim to nije točno, jer njegovo ime potječe od najstarije švedske dinastije koja je nekada bila na vlasti.
Malmsteen je bio srednjoškolac kada se prvi puta susreo s glazbom Niccole Paganinija, virtuoza na violini iz 19. stoljeća. Upravo njega navodi kao svoj najveći uzor klasične glazbe. Na koncertima svira Paganinijeva dijela na gitari i razvija nevjerojatnu tehničku kvalitetu. Malmsteen isto tako svira stvari od Jimia Hendrixa, Briana Maya iz Queena, Stevea Hacketta iz Genesisa, Ulia Jona Rotha i Ritchiea Blackmorea iz Deep Purplea.
Oženio se djevojkom imena April i s njom dobiva sina kojemu daje ime Antonio po slavnome kompozitoru Antonio Vivaldiju. Obitelj Malmsteen živi u Miamiu na Floridi.
Malmsteen mnogo pridonosi revoluciji sviranja modernog rocka na svoj osobito progresivan način i tehnički zahtijevanim neo-klasičnim sviranjem gitare. Pripisuje mu se da je zajedno s gitarskom legendom Randyjem Rhoadsom popularizirao neoklasični metal stil i tako inspirirao novu generaciju električnih gitarista poput Paula Gilberta, Jasona Beckera i Tonyja MacAlpinea.

## 1980.
Malmsteen 1982.g. dolazi u Ameriku kod Mikea Varneya iz tvrtke "Shrapnel Records. Varney je poslušao demosnimak što ga je Malmsteen odsvirao, svidio mu se i angažirao ga u sastav Steler s kojim 1983.g., izdaje istoimeni album. Nakon toga iste godine sa sastavom Alcatrazz, debitira na albumu No Parole from Rock N' Roll, a godine 1984. s istom postavom sudjeluje na uživo albumu Live Sentence. Svoj prvijenac album izdaje 1984.g. pod imenom Rising Force. Časopis "Guitar Player" dodjeljuje mu nagradu za najbolji rock albumom i nominiran je za nagradu Grammy u kategoriji "Najbolji Rock Instrumental". Godine 1985. izdaje album Marching Out na kojem se u ulozi vokala pojavljuje Jeff Scott Soto. Treći album pod imenom Trilogy izdaje 1986.g. i na njemu se kao vokal pojavljuje Mark Boals. U ožujku 1988.g. izdaje album, nazvan Odyssey na kojem se kao vokal predstavlja Joe Lynn Turner i to je njegov najveći hit album.
Godine 1988., Fender Stratocaster izdaje gitaru s njegovim potpisom

## 1990.
Početkom devedesetih Malmsteen izdaje albume Eclipse (1990.), The Yngwie Malmsteen Collection (1991.), Fire and Ice (1992.) i The Seventh Sign (1994.) 1998. izdaje album Concerto Suite for Electric Guitar and Orchestra u suradnji s diskografskom kućom Spitfire Recordsom. Tada je prvi puta pokušao spojiti klasičnu glazbu sa solo izvedbama na električnoj gitari a snima ga u Pragu s Czech Philharmonic Orchestra.

## 2000.
Godine 2000. izdaje album War to End All Wars, a 2002. album pod nazivom Attack!! na kojem vokale izvodi Doogie White na veliko oduševljenje fanova grupe. Album izlazi u verzijama za Koreju i SAD. 2003.g. sa svjetskim virtuozima na gitari, Joeom Satrianiem i Steveom Vaiom uključuje se u svjetsku turneju pod nazivom G3. 
Nakon turneje sudjeluje na albumu Black Utopia i 2005. na albumu Blood of the Snake, inače treći i peti solo album slavnoga klavijaturiste Derek Sheriniana.
Godine 2005. izdaje album pod nazivom Unleash the Fury. Album je jako loše prošao kod kritičara i glazbenih časopisa.
Godine 2008. objavljen je novi album Perpetual Flame koji je snimio zajedno sa svojom grupom Rising Force. Album je dobio uglavnom pozitivne ocjene od kritičara.

## Članovi sastavi

### Aktualni sastav
- Yngwie J. Malmsteen - gitara
- Tim "Ripper" Owens - vokal
- Michael Troy - klavijature
- Bjorn Englen - bas-gitara
- Patrik Johansson - bubnjevi

### Prijašnji sastavi

#### Vokali
- Jeff Scott Soto
- Mark Boals
- Joe Lynn Turner
- Göran Edman
- Michael Vescera
- Mats Leven
- Jørn Lande (samo turneja)
- Doogie White

#### Klavijaturisti
- Jens Johansson
- Mats Olausson
- David Rosenthal (pod glazbenim imenom) David Rosenthal
- Joakim Svalberg
- Derek Sherinian

#### Bas gitaristi
- Marcel Jacob
- Wally Voss
- Bob Daisley
- Barry Dunaway
- Svante Henrysson
- Barry Sparks
- Randy Coven
- Rudy Sarzo
- Dakota Bollinger

#### Bubnjari
- Zepp Urgard
- Barriemore Barlow
- Anders Johansson
- Michael Von Knorring
- Pete Barnacle (turneja Eclipse 1990 )
- Bo Werner
- Mike Terrana
- Shane Gaalaas
- Tommy Aldridge (turneja)
- Cozy Powell
- Jonas Ostman (turneja)
- John Macaluso

## Diskografija

### Steeler
| Godina | Naziv albuma |
| ------ | ------------ |
| 1983.  | Steeler      |

### Alcatrazz
| Godina | Naziv albuma                |
| ------ | --------------------------- |
| 1984.  | No Parole from Rock N' Roll |
| 1984.  | Live Sentence               |

### Samostalno
| Godina | Naziv albuma                                        |
| ------ | --------------------------------------------------- |
| 1984.  | Rising Force                                        |
| 1985.  | Marching Out                                        |
| 1986.  | Trilogy                                             |
| 1988.  | Odyssey                                             |
| 1989.  | Trial by Fire: Uživo iz Lenjingrada                 |
| 1990.  | Eclipse                                             |
| 1991.  | The Yngwie Malmsteen Collection                     |
| 1992.  | Fire and Ice                                        |
| 1994.  | The Seventh Sign                                    |
| 1995.  | Magnum Opus                                         |
| 1996.  | Inspiration                                         |
| 1997.  | Facing the Animal                                   |
| 1998.  | Double LIVE!                                        |
| 1998.  | Concerto Suite for Electric Guitar and Orchestra    |
| 1999.  | Alchemy                                             |
| 2000.  | War to End All Wars                                 |
| 2002.  | Concerto Suite LIVE With the New Japan Philharmonic |
| 2002.  | The Genesis                                         |
| 2002.  | Attack!!                                            |
| 2004.  | G3: Rockin' in the Free World                       |
| 2005.  | Unleash the Fury                                    |
| 2006.  | Far Beyond the Sun                                  |
| 2008.  | Perpetual Flame                                     |
| 2009.  | Angels of Love                                      |
| 2010.  | Relentless                                          |
| 2012.  | Spellbound                                          |
| 2016.  | World on Fire                                       |

## Vanjske poveznice
- Službena internetska stranica